# Feta Ahamada
Feta Ahamada (arab. فيتا أحماده, ur. 24 czerwca 1987 w Clichy) – lekkoatletka z Komorów, olimpijka, uczestniczka mistrzostw świata
Jej rekordem życiowym w biegu na 100 m jest 11,59 sekundy z Angers, zaś na 200 m – 24,58 z Forbach. Najlepszym wynikiem w 100 m przez płotki jest 13,83 z Bondoufle. Wszystkie te rekordy pochodzą z 2009 roku.
W hali najlepszym jej wynikiem na 60 m jest 7,39 sekundy z Paryża w 2009, zaś w biegu na 200 m 24,54 sekundy, które osiągnęła w 2010 w Eaubonne. Ustanowiła tam też swój halowy rekord w trójskoku, wynoszący 11,71 m.
Wystąpiła na Letnich Igrzyskach Olimpijskich 2008 w Pekinie w biegu na 100 m kobiet, gdzie zajęła 6. miejsce w siódmym biegu eliminacyjnym, z czasem 11,88 sekundy.
Na Mistrzostwach Świata 2009 zajęła 5. miejsce w biegu eliminacyjnym, z czasem 11,80 sekundy. Na 60 m osiągnęła czas 7,71 co dało jej 5. miejsce w eliminacjach. Dwa lata później była 7. w biegu eliminacyjnym, przebiegając 100 m w 12,22 sekundy.